# Psilotrichopsis curtisii
Psilotrichopsis curtisii là loài thực vật có hoa thuộc họ Dền. Loài này được (Oliv.) C.C. Towns. miêu tả khoa học đầu tiên năm 1974.